# 소프트웨어공제조합
소프트웨어공제조합(-共濟組合, Korea Software Financial Cooperative은 소프트웨어 산업의 진흥을 위해 소프트웨어사업자에게 자금대여, 채무보증, 이행보증, 자금투자 등을 위하여 설립된 특수법인이다. 서울특별시 강남구 테헤란로 309 삼성제일빌딩 3,8층에 위치하고 있다.

## 설립 근거
- 소프트웨어산업진흥법 제27조[1]

## 연혁
- 1997년 
  - 02월한국소프트웨어산업협회를 공제사업기관으로 지정 (정보통신부 공고 제 1997-12)
  - 07월공제사업 업무 개시(강남구 압구정동)
  - 12월소프트웨어개발 촉진법개정(공제조합 설립근거 신설)

- 1998년 1월 소프트웨어공제조합 설립
  - 01월소프트웨어공제조합 설립
  - 01월제1대 김택호(현대정보기술 대표이사) 이사장 취임
  - 02월제2대 남궁석(삼성에스디에스 대표이사) 이사장 취임
  - 09월사무실 이전(강남구 압구정동 → 강남구 역삼동 미진프라자)
  - 09월무료상담제도 운영 개시(경영,법률,세무,특허)
- 1998년 1월 소프트웨어공제조합 설립
  - 02월 제3대 김범수(엘지이디에스 대표이사) 이사장 취임

- 2000년 1월 공제조합 설립근거법 변경(소프트웨어산업진흥법)
- 2007년 10월 기본재산 1,000억원 달성
- 2008년 3월 사무실 이전(서울시 송파구 가락동→서울시 마포구 상암동 누리꿈스퀘어 비지니스타워 8층)
- 2008년 12월 운용자산 1,500억원 달성
- 2009년
  - 02월제8대 이윤호(쌍용정보통신 대표이사) 이사장 취임
  - 02월이용보증요율 인하(20%)
  - 06월신용평가시스템 개편
  - 09월글로벌 SW기업 육성펀드 참여
  - 09월이익금 이용한도 반영제도 도입
  - 12월조직개편(2단 7팀 → 5팀)
  - 12월공제지원 연간 2조원 돌파

- 2010년
  - 04월인·허가보증 상품 개발
  - 04월수출기업 특례지원 시행(보증료 및 이자율 20% 할인)
  - 12월SW지식재산권지원센터 개소
  - 12월공제지원 연간 3조원 돌파

- 2011년
  - 04월이용보증요율 인하(15%)
  - 05월 조합원을 위한 상조용품 지원사업 개시

- 2012년
  - 04월보증제도 운영 개선을 위한 경영진단 실시(IBK컨설팅)
  - 07월기성대가반환보증, 정부보조금반환보증 상품 분리 운영(이행지급보증)
  - 09월한중 IT포럼 참여

- 2013년 
  - 02월 제9대 남석우(콤텍시스템 대표이사) 이사장 취임
  - 04월 조직개편 (5팀 → 2본부 6팀)
  - 05월 조합원 1,500개사 돌파
  - 09월홈페이지 개편
  - 09월정보화전략계획(ISP)수립
  - 10월공제제도 변경(출자방식 통합)

- 2014년 
  - 4월 연대보증인 제도 개선(보증인 축소)
  - 12월 SW산업진흥법 개정(이익배당 가능): 시행일 2016년 1월 1일

- 2015년 
  - 2월 제10대 석창규(웹케시 대표이사) 이사장 취임
  - 5월 SW타워(사옥) 매입 (강남구 역삼동 소재)
  - 9월 사무실 이전(상암동 누리꿈스퀘어 역삼동 삼성제일빌딩)
  - 12월 자산 3,000억 원 달성

- 2020년
  - 2월 제12대 조정일(코나아이 대표이사) 이사장 취임

## 조직

### 총회

#### 이사회
- 감사

##### 이사장
- 부이사장
  - 경영지원본부
    - 전략기획팀
    - 경영관리팀
    - 자산운용팀

  - 공제사업본부
    - 사업팀
    - 고객지원팀
    - 신용관리팀

## 같이 보기
- 산업통상자원부